# Botuporã
Botuporã là một đô thị thuộc bang Bahia, Brasil. Đô thị này có diện tích 552,57 km², dân số năm 2007 là 11016 người, mật độ 19,94 người/km².